# Once Again It's Christmas
Once Again It's Christmas è un album in studio natalizio del cantante statunitense Kenny Rogers, pubblicato nel 2015.

## Tracce
1. Once Again It's Christmas (featuring Larry Hall) – 3:56
2. There's a New Kid in Town (featuring Winfield's Locket) – 3:50
3. Here It Is Christmas/Baby, It's Cold Outside (featuring Larry Hall & Jennifer Nettles) – 2:55
4. Little Drummer Boy (featuring Larry Hall) – 3:20
5. Back to Bethlehem – 3:41
6. Winter Wonderland – 3:49
7. Some Children See Him (featuring Larry Hall & Alison Krauss) – 4:23
8. I'll Be Home for Christmas (featuring Larry Hall) – 2:46
9. Children, Go Where I Send Thee (featuring Home Free) – 4:34
10. That Silent Night (featuring Jim Brickman) – 3:42
11. The Light – 4:08